# Kruisallergie
Van een kruisallergie of kruisallergische reactie is sprake, als iemand is gesensibiliseerd (allergisch geworden) voor een stof (primaire allergie) en vervolgens allergisch reageert op een andere stof met een vergelijkbaar allergeen.
De kruisallergie ontstaat doordat het allergeen (het allergie-veroorzakende deeltje) in de tweede stof qua vorm lijkt op het allergeen in de eerste stof. Een van de meest voorkomende kruisallergieën is die tussen berkenpollen en voedingsmiddelen. Daardoor ontstaat er naast hooikoorts een voedselallergie. Het allergeen in het berkenstuifmeel lijkt op tal van allergenen in voedingsmiddelen, zodat een kruisallergie kan ontstaan met onder andere zeer veel soorten fruit. De benaming voor deze specifieke vorm van kruisallergie is paraberk-syndroom. Analoog noemt men de combinatie van graspollenallergie met voedselallergie het paragras-syndroom
Engelse benamingen voor kruisallergie zijn: cross-reactive allergy, pollen-associated allergy en in het geval van voedselallergie pollen-related food allergy en pollen-food cross-reactive reactions.

## Bekende voorbeelden van kruisallergie
| niet-voeding                    | voeding |
| ------------------------------- | --- |
| berken-, els- en hazelaarpollen | vruchten en noten, zoals appel, peer, hazelnoot, kers, pinda, amandel, aardappel, tomaat, selderij, wortel, steenvruchten: braam, framboos, kokos, prunus-soorten, perzik, abrikoos, pruim, kiwi |
| bijvoetpollen                   | keukenkruiden (bijvoorbeeld koriander, komijn, anijs, dille), selderij, wortel, appel, kiwi, venkel, pastinaak, paprika, zonnebloempit                                                           |
| graspollen                      | granen (tarwe, spelt, haver, rogge, rijst), vijg, meloen, peulvruchten (bijvoorbeeld pinda, erwt, sojaboon), tomaat, kiwi, sinaasappel                                                           |
| latex                           | papaja, kiwi, banaan, avocado, tamme kastanje, boekweit, vijg, aardappel, tomaat |
|                                 | |
| voeding                         | voeding |
| pinda                           | peulvruchten |
| noten                           | noten |
| appel                           | perzik, noten |
| stuifmeel in honing             | afhankelijk van pollen |
| maïs                            | steenvruchten, gras, tarwe, gerst, rijst |
| garnalen                        | schaal- en schelpdieren |

## Melk, eieren, peulvruchten en zeevruchten
De allergenen in de melk van verschillende diersoorten als koe, geit, schaap en paard, vertonen een grote gelijkenis. Een allergie voor de ene melksoort betekent doorgaans ook een allergie voor de andere. Ook bij kippen- en andere vogeleieren is zo'n onderling verband. 
Bij peulvruchten is dit juist niet het geval. Door de onderlinge verschillen betekent een allergie voor een van de peulvrucht-soorten als bonen, erwten, soja, linzen, pinda's, zoethout (familie van de erwt) of Johannesbrood niet automatisch dat er ook een allergie is voor een van de andere soorten. Ook bij zeevruchten als vissen, inktvissen, garnalen, schaaldieren en dergelijke  is een kruisallergie minder waarschijnlijk, doordat de verschillen tussen de soorten groot zijn.